# Giovanni Gandini
Pour les articles homonymes, voir Gandini.
Giovanni Gandini est un éditeur, écrivain et dessinateur italien né le 14 octobre 1929 à Milan et mort le 18 février 2006 dans la même ville. Il est plus particulièrement connu pour avoir fondé la revue Linus.

## Biographie
Au milieu des années 1960, Giovanni Gandini importe des États-Unis les célèbres Peanuts, ouvrant à une foule d'adolescents et de jeunes adultes un monde de slogans, de boutades et de répliques par lesquels Charlie Brown, son chien Snoopy, la pédante Lucy et le timide Linus avec son incontournable couverture, expriment les difficultés et les incertitudes de toute une génération.
Le journal est édité par la maison d'édition Milano Libri issue de la librairie homonyme dirigée par la femme de Gandini, Annamaria Gregorietti. Outre les fumetti de Charles M. Schulz, Linus ouvre la porte à la contre-culture américaine mais également au mouvement panique, de Fernando Arrabal à Roland Topor en passant par Copi. Dans la « rivista dei fumetti e dell'illustrazione » (« revue de la bande dessinée et de l'illustration », sous-titre de Linus), apparaît aussi la sensuelle Valentina de Guido Crepax, Pogo, Krazy Kat, B.C., Dick Tracy et Corto Maltese d'Hugo Pratt. Le premier numéro de 1965 contient les interviews par Umberto Eco d'Elio Vittorini et d'Oreste Del Buono. Giovanni Gandini dirige Linus jusqu'en 1972, année durant laquelle il cède la direction de la revue à Del Buono. Les bandes dessinées américaines sont magistralement traduites, ciselant les nonsense de Pogo, les répliques des Peanuts et du Magicien d'Id, substituant au langage original le langage des jeunes italien.
En plus de l'édition, Giovanni Gandini cultive une vive passion pour la fiction, avec un goût inné de l'ironie et de la désacralisation. Ses livres, le recueil de nouvelles L'orso buco, les Piccoli gialli ou L'ultimo pensiero fondente, sont les témoins de sa veine narratative. Une veine ludique, à peinte voilée de mélancolie qui se révèle aussi dans Caffè Milano, édité par Vanni Scheiwiller en 1987. Outre Linus, Gandini est également l'éditeur d'Il Giornalone et de Uffa. En 2007, ses archives sont versées au centre APICE (Archivi della Parola, dell’Immagine e della Comunicazione Editoriale) de l'Université de Milan.